# امپکو
امپکو (انگلیسی: Umpqua) شرکت خدمات مالی آمریکایی است، که در سال ۱۹۵۳ تأسیس شد.